# Dommara Nandyala
Dommara Nandyala es una ciudad censal situada en el distrito YSR en el estado de Andhra Pradesh (India). Su población es de 8337 habitantes (2011). Se encuentra a orillas del río Tenna, a 73 km de Kadapa.

## Demografía
Según el censo de 2011 la población de Dommara Nandyala era de 8337 habitantes, de los cuales 4219 eran hombres y 4118 eran mujeres. Dommara Nandyala tiene una tasa media de alfabetización del 67,65%, superior a la media estatal del 67,02%: la alfabetización masculina es del 81,53%, y la alfabetización femenina del 53,43%.